# BMW K1
Pour les articles homonymes, voir K1.
La K1 est un modèle de moto, créée par la firme allemande BMW.
Quand la K1 apparaît en 1988, Cette  moto  a  été  la  1re  moto  au  monde  à  descendre  à  pas  plus  de  0,34  de  Cx.  Elle  est d'abord un choc visuel. L'esthétique change radicalement par rapport aux autres productions de la marque. Les lignes sont très aérodynamiques, les critiques comparant même la moto au TGV. L'énorme phare rectangulaire barre la face avant, cassant la forme pointue que le garde-boue suggère. On trouve des ouïes d'aération un peu partout, sur les flancs de carénage, sur le garde-boue... Néanmoins, cet immense carénage accroît la prise au vent latéral. À l'heure actuelle, cette moto possède toujours le meilleur Cx.
Les coloris disponibles s'éloignent aussi de l'image d'austérité de la firme bavaroise. Elle était disponible soit en bleu, assez discret, soit en rouge vif. Dans les deux cas, les autocollants K1 sur les flancs de carénage, la selle, les jantes et le moteur sont peints en jaune. Après ces deux modèles,  BMW choisit de proposer un modèle plus discret (noir graphite) à le demande de la succursale française, pour attirer un clientèle choisissant plus de discrétion.
Les cent derniers modèles, dénommés « Ultima » arboreront une robe jaune Dakar avec des monogrammes K1 noirs.

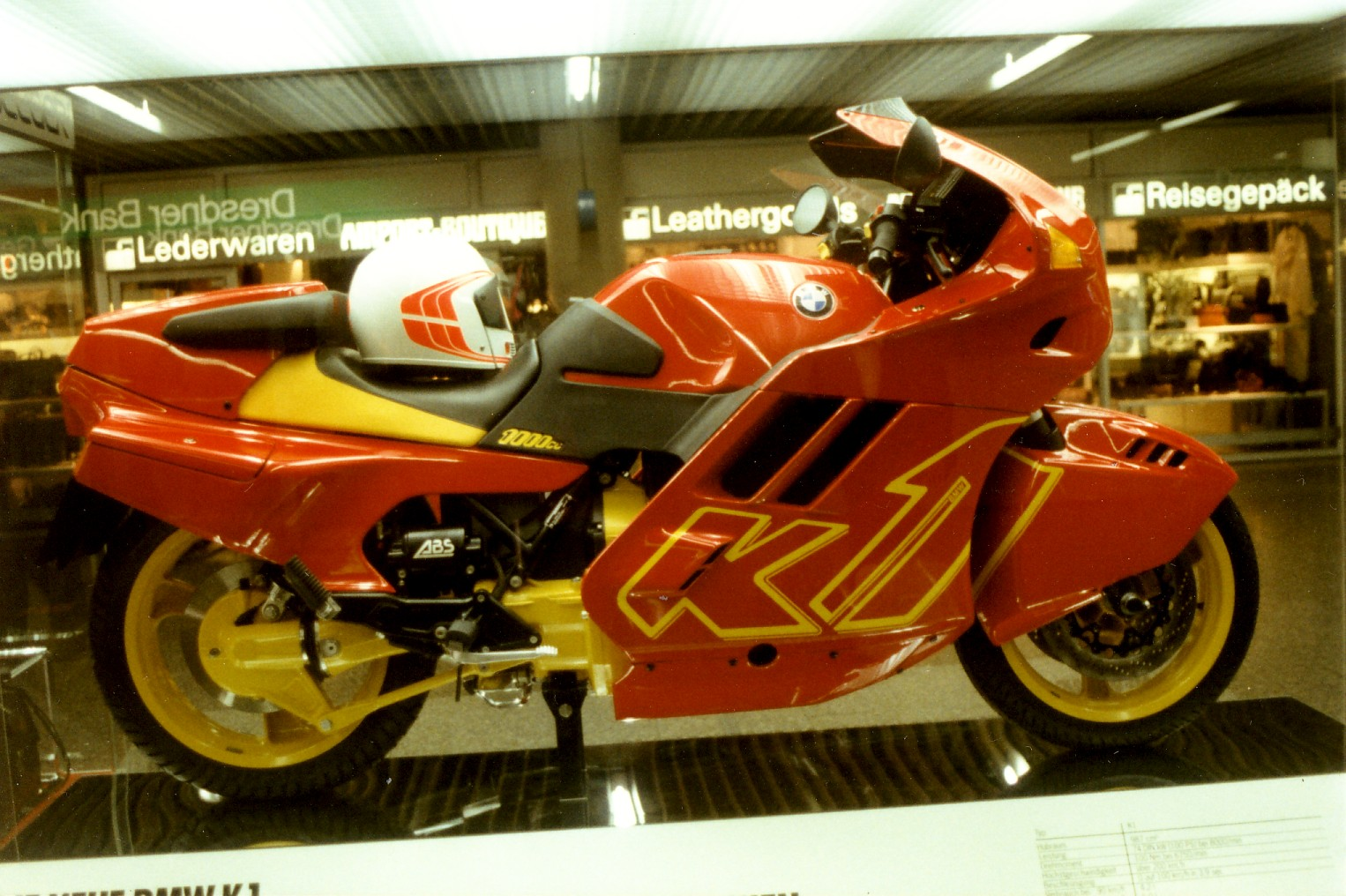

Mais il y a aussi le moteur. Bien que déjà vu sur les modèles de la série K100, le quatre cylindres en ligne horizontal est passé dans les mains d'un technicien provenant des ateliers Motorsport GMBH, la branche sportive de BMW, responsable, entre autres, de la M3. Le nombre de soupapes est doublé, réalisant de ce fait la première moto quatre cylindres BMW dotée de seize soupapes, avant d'être repris sur les K1100. Le taux de compression passe de 10,2 à 11:1, de nombreuses pièces sont allégées. Si la puissance n'augmente que d'une dizaine de chevaux, pour plafonner à 100 chevaux à 8 000 tr/min, c'est surtout le couple qui bénéficie de ces améliorations. Il grimpe de 2 mkg.
La partie cycle est également à l'avenant. Si la fourche reste un modèle standard, la suspension arrière est de type Paralever, déjà vu sur la R 100 GS.
La K1 est une des premières motos à être équipée en série de l'ABS, la première étant la K100 LT en 1986.